# Korey Hall
Korey Dean Hall (ur. 5 sierpnia 1983 w Idaho) – amerykański zawodnik futbolu amerykańskiego w  lidze NFL. Gra na pozycji Fullbacka w Green Bay Packers z numerem 35.